# Schloss Maudétour

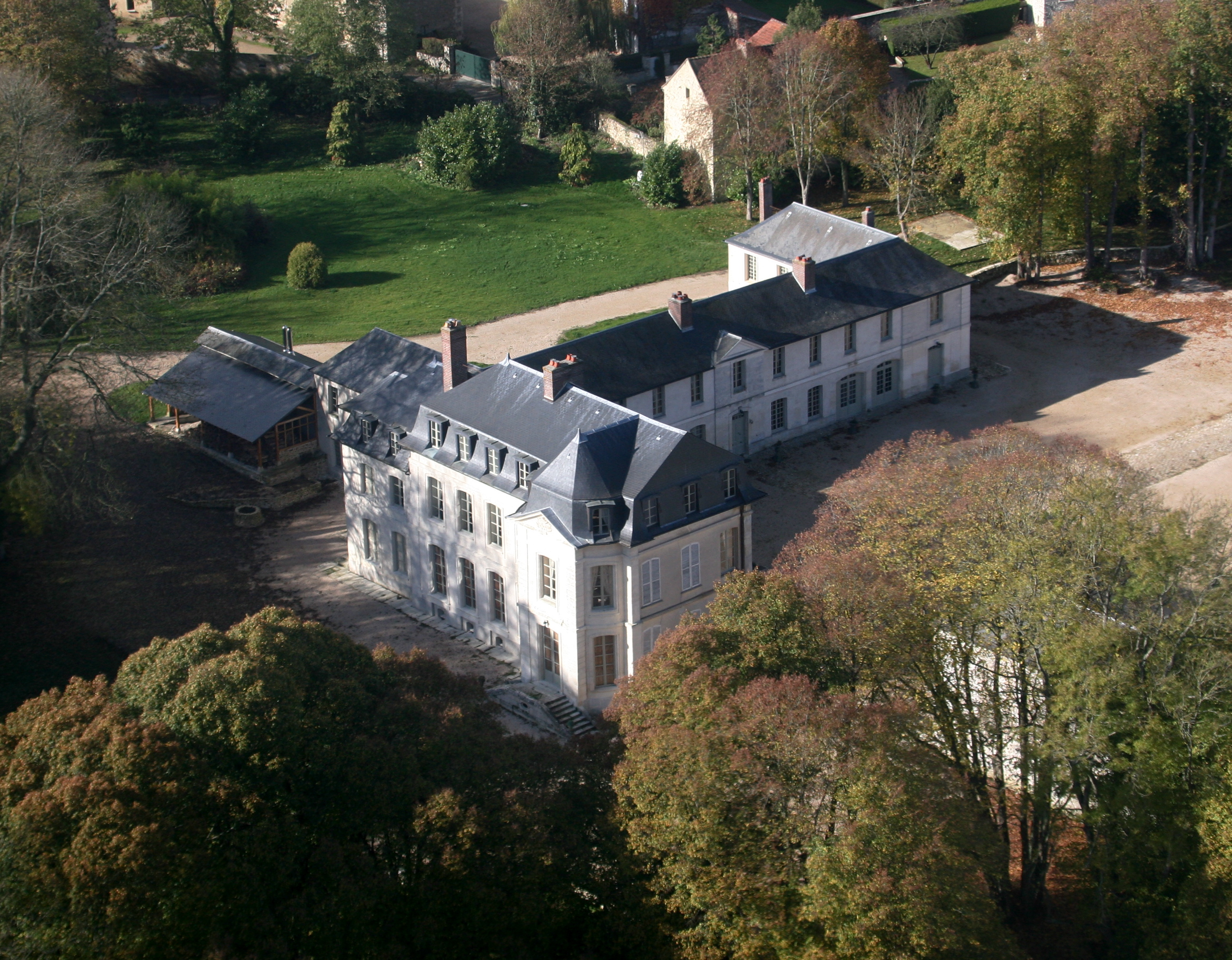
Luftaufnahme des Schlosses

Das Schloss Maudétour (französisch Château de Maudétour) steht in Maudétour-en-Vexin, einer französischen Gemeinde im Département Val-d’Oise in der Region Île-de-France, 55 Kilometer nordwestlich von Paris. Es wurde im 17./18. Jahrhundert errichtet und steht seit dem 11. April 1947 als Monument historique auf der Liste der Baudenkmäler in Frankreich. Das Schloss ist von einem Park umgeben, der nach Plänen von André Le Nôtre angelegt wurde und ebenfalls als Monument historique klassifiziert ist.

## Geschichte
Der Bau des heutigen Schlossgebäudes begann im 17. Jahrhundert an der Stelle eines vollständig verschwundenen Vorgängerbaus, der Manoir des Rubentel genannt wurde. Auftraggeber für den Neubau waren Charles de Rancher und seine Frau Élisabeth de Blagny, die eine symmetrische Dreiflügelanlage errichten lassen wollten. Zunächst wurde aber nur der Südwestflügel des Schlosses realisiert. Ihm wurde im 18. Jahrhundert ein zweiter Trakt im Südosten angefügt, der später einmal der zentrale Teil des Schlosses werden sollte.
Ein Nachfahre des Bauherrn, Antoine de Rancher, Ratgeber des Königs und Lieutenant des Berry, fügte der Anlage eine Schlosskapelle hinzu, die 1738 geweiht wurde. Sie diente lange Zeit auch als Pfarrkirche des Orts.
Nach mehreren Besitzerwechseln im 20. Jahrhundert, kam die Anlage an ihre heutigen Besitzer, die von 2006 bis 2009 umfangreiche Renovierungsarbeiten durchführen ließen, um anschließend im Schlossgebäude Gästezimmer einzurichten. Zusätzlich können Räume in den ehemaligen Wirtschaftsgebäuden für Feiern und Veranstaltungen gemietet werden.

## Beschreibung

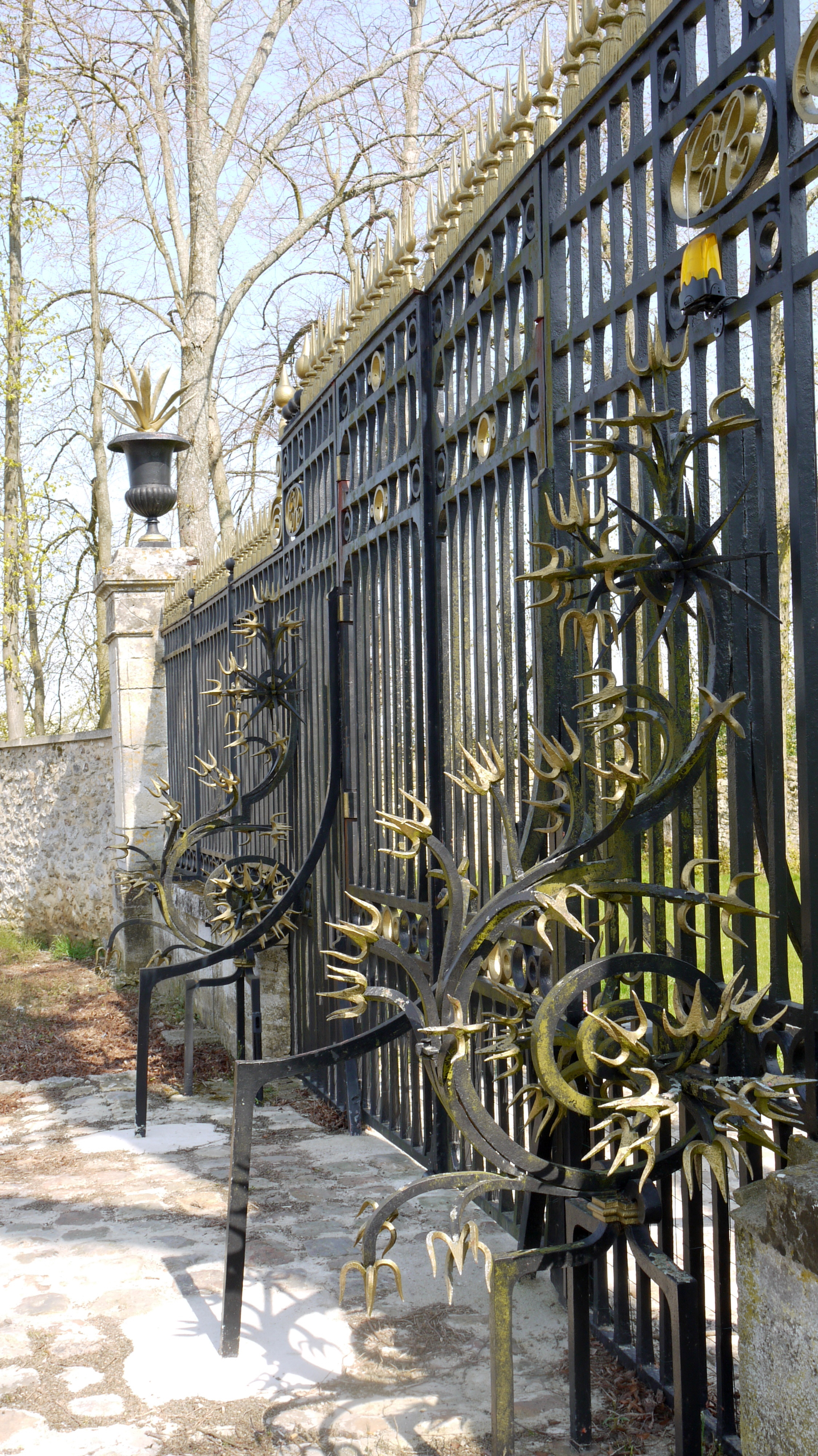
Eisengitter

Das Schlossareal ist von einer Mauer eingefasst, die zum Teil eingestürzt ist. Den Zugang zum Schloss gewährt ein kunstvolles, schmiedeeisernes Gittertor an der Nordseite. Es trägt die Initialen des Bauherrn Charles de Rancher, seigneur de Maudétour.
Das unvollendete Schloss besteht aus zwei Trakten. Der zweigeschossige Hauptflügel besitzt einen Risalit mit Dreiecksgiebel als Schmuck. Im Giebelfeld finden sich zwei Wappenschilde, die von einer Markgrafenkrone bekrönt sind. Dabei handelt es sich um die Wappen der Familien de Rancher und de Blagny. Sie wurden dort erst 1818 angebracht und sind ein Werk des Bildhauers Zéphir aus Magny-en-Vexin. Das gleiche Motiv findet sich auch an der Rückseite des Hauptgebäudes.
Die Nebengebäude wie Ställe, ein Audience genanntes Gerichtsgebäude mit Gefängnis im Untergeschoss sowie ein Taubenturm aus dem 19. Jahrhundert sind ebenfalls erhalten. Die ehemalige Schlosskapelle wurde 1933 wegen Baufälligkeit abgerissen.
Die Schlossgebäude sind von einem 13 Hektar großen Park umgeben, der im 17. Jahrhundert von André Le Nôtre entworfen wurde. Von dessen Werk ist aber außer einigen Resten des Gemüsegartens sowie einem Springbrunnen nichts mehr erhalten. Im Park befindet sich ein Eiskeller vom Anfang des 18. Jahrhunderts. Er konnte etwa 100 m³ Eis fassen, das dort bis Juni/Juli gelagert werden konnte.